# Uchū Daikaijū Girara

Japansk bioaffisch för Uchū Daikaijū Girara, 1967.

Uchū Daikaijū Girara (japanska: 宇宙大怪獣ギララ, "Kosmiska jättevindundret Guilala"), engelsk titel The X from Outer Space ("X:et från yttre rymden"), är en japansk kaijufilm från 1967 regisserad av Kazui Nihonmatsu.
Filmen är en typisk 1960-tals kaijufilm som handlar om ett rymdmonster som tar sig till jorden och börjar terrorisera befolkningen. Monstret börjar som en liten ofarlig spor som tar sig ombord en rymdfärja som besöker Mars. Väl på jorden blir den utsatt för syra och börjar äta energi, varav den växer till en enorm storlek och slutligen blir till ett jättemonster vid namn Guilala som börjar terrorisera Japan.